# ファニー・アダムス
ファニー・アダムス（Fanny Adams、1859年4月30日 - 1867年8月24日) は、殺人事件の被害者となった少女で、1867年8月24日に弁護士見習いのフレデリック・ベイカーによって誘拐されたのち、近くのホップ農園で殺害され、遺体はバラバラにされた。
事件は、その余りの残虐さから、イギリス中の非難を呼んだ。調査の結果、殺害には2本の小型ナイフが用いられたことが判明しているが、後の言説では、これだけの犯罪を犯すには不十分で、何か他の凶器が使われたはずであるとも言われている。
後述するように、イギリス海軍では、事件の数年後から「何も無い」ということを表す「スウィート・ファニー・アダムス (sweet Fanny Adams)」というスラングが用いられていたが、支給されが不評だったマトンの缶詰が未発見のファニーの遺体を想起させた事に由来している。また、単にマトンの缶詰を指すこともある。

## 背景
ファニー・アダムスは、ハンプシャー州の北部にある商業の町アートンの住宅街に家族と暮らしていた。1861年の国勢調査では父と5人の兄弟がいたことになっている。一家は地元に根付いた生活をしており、隣の家にはファニーの祖父母である、ジョージとアンが住んでいたと言われている。
ファニーは、“背が高く、美しく、聡明な少女”であったとされている。また、実年齢より8歳より年上に見られることが多く、地元では陽気で明るい性格で知られていた。ファニーの1番の親友は、隣の家に住む同い年のミニーだった。町の北端に広がる草原の向こうでは、やがてテムズ川の支流となる雄大な運河が湧き上がり 、大雨の日などはしばしば氾濫し、洪水を引き起こす要因となっていた 。ホップの名産地として知られるアートンには、多くの醸造会社がこぞって集まり、20世紀中頃までホップ栽培とともに経済の一端を担う程であった。この草原のすぐ近くにも、大きなホップ農園が存在していた。

## 誘拐
19世紀の小さな商業の街アートンは、犯罪とは縁遠い場所であった。 1867年8月24日、記録によればこの日は蒸し暑い快晴であったという。当時ファニーは、姉のリジー、親友のミニーと一緒に、母ハリエットの許しをもらって町外れの草原まで遊びに行っていた。ハリエットとしては、家事の最中であったこともあり、特に疑問を抱くこともなく、むしろ喜んで送り出した。草原はファニーの自宅のある通りに近く、犯罪も少なかったため、ファニーをはじめとする地元の子どもたちはよくこの草原で遊んでいた。 少女達は、草原へ行くためにホップ園を抜けようとしていたとき、フレデリック・ベイカーに遭遇した。彼はフロックコート、明るい色のズボン、そしてシルクハットと言う出で立ちであった。ベイカーは2ヶ月前に町に越してきたばかりで、土地勘はなかったと言う。
ベイカーは3人とは過去に教会のミサで顔を合わせていたため、3人はベイカーからお金をもらうことにも特に抵抗はなかった。 そして、ベイカーは、少女たちが隣村に通じる小道に走って行ったり、彼の摘んだブラックベリーを食べるのを眺めていた。約1時間後、リジーとミニーはもう満足したと言うことで、家に帰ろうとしていた。その時、ベイカーが現れ、ファニーに隣村までついてくるように言った。ファニーは嫌がったが、ベイカーは彼女を抱きかかえてホップ園に消えていった。
リジーとミニーは、ミニーの母マーサの所まで走って帰ったが、マーサは子供の遊びだろうと聞く耳を持たなかった。そして時が経ち、夕食の時間である5時ごろ、近所の主婦が、ファニーがいないことに気づき、少女たちに行方を尋ねた。子供たちはすべてを打ち明け、ファニーがベイカーに連れ去ら出たのだと訴えた。そして程なくして情報はファニーの母に渡り、2人がかりで捜索行われた 。道中、ホップ園の入り口付近でベイカーを見つけた2人は、子供達に何をしたのか問い詰めた。 しかしベイカーは、「いつもの様にお菓子のお金をあげただけです」と答えた。主婦は「警察に突き出しますよ」と揺さぶりをかけたが、「如何様にでも、お好きなように」と返された。ここで、彼が弁護士見習いだったのが災いし、彼女たちの疑いがそれてしまった。結局、ファニーはどこかで遊び歩いているのだろうとして、それぞれの家に戻った。

### 発見
しかし、7時になっても8時になってもファニーは帰ってこなかった。ハリエットは近所の住民と一緒に捜索に出かけた。夜が更けてきたこともあり、抜け道の捜索は難航した。だが、ホップ園の近くで、作物の手入れをしていたトーマス・ゲイツ（クリミア戦争にも従軍し、 かの有名な軽騎兵旅団の突撃にも加わった経験を持つ) が、ホップの支柱に串刺しになったファニー・アダムスの生首を発見した。 耳は頭から引きちぎられ、その口はこめかみまで大きく裂かれていた。さらに周囲を調べると、子供の遺体と思わしき、腕と脚がいずれも胴体とは別に発見された。左胸には3本の切り傷があり、左腕は深く切りつけられ、筋肉が切り分けられていた。前腕は肘の関節で分けられ、左足は股関節から、左足首はくるぶしからもぎ取られていた。右足は胴体と分離し、骨盤と胸部は完全に取り去られていた。肝臓には5つの深い切り傷があった。心臓は切り取られ、膣は見つからなかった。両眼は抉りとられ、目玉は運河の近くで見つかった。ハリエットは悲しみのあまり、道中で倒れてしまい、クリケットをしていた夫の元には、知らせとその言葉だけが伝えられた。 父ジョージは「ショットガンをとってくる、犯人を見つけ出してやる」と叫んだが、近隣住民たちに説得され、一晩中座らされていた。翌朝、数百人にも及ぶ人々がホップ園を訪れ、周囲に散乱したファニーの遺体の回収に当たった。警察は犯行に使われた武器、おそらく小型のナイフと思われるものを探そうとしたが見つけられなかった。また、捜索に当たった住民たちの不手際により、現場に残された証拠が踏み荒らされてしまったが、帽子を除く、散乱した衣服の断片は全て回収された。
遺体のほぼ全ての部分は当日中に回収されたが、腕、足首、腸は翌朝まで発見されなかった。片方の足首は靴を履いたままで、片方の手には、ベイカーが与えた2枚のハーフペニー銅貨が握られていた。胸骨は最後まで発見されなかった。残りの遺体は捜索隊により回収され、レザーンボトルと呼ばれる、ファニーの自宅からほど近い建物で一つに縫い合わされた。そして、警視のウィリアムがホップ園で見つけた、肉や髪の毛が絡みついた大きな石が証拠として提出され、これこそが真の凶器であると考えられた。

### フレデリック・ベイカーの逮捕
夜更け、ウィリアムは、要請を受け、署から草原へと急行した。 彼らは、ウィリアムをレザーンボトルへと案内した。中に入ると、管理人から「子供の一部」のラベルが貼られた瓶を手渡され、数人の警官とともに残りの遺体の捜索にあたった。ベイカーがファニーの失踪以前に子供達と接触していた目撃談を聞いたウィリアムは、ベイカーの仕事場に直行した。午後9時、本来なら1時間以上前に帰っているはずのベイカーはまだ仕事を続けていた。そして、自分が唯一の容疑者であることも知らされているであろうに、ベイカーは尚も容疑を否認した。一方で、同僚の証言によると、午後6時頃に開かれた会議において、彼はかなり取り乱した様子で、「子供が殺されたらいやだなあ」と語っていたと言う。その後、ベイカーは酒場で「月曜にはこの町を出て行くよ」と言っており、周囲から「仕事は見つからないんじゃないか」と返された時、「肉屋になる」と答えたという。ウィリアムは、もはや疑う余地はないと考え、殺人罪で逮捕しようとした。だが、既に事務所の外には怒り狂った住民達が詰めかけており、報復を危惧した警察はウィリアムを裏口から連行することにした。
警察署での取り調べの結果、ベイカーからは2本の小型ナイフが押収された。シャツの袖口には血が点々と滲んでおり、ズボンで隠されていた部分にもべっとりと血が付着していた。問い詰められた彼は「水を飲んでいる時に、よくこぼしてしまうんですよ。」と返答したが、それがなぜ血なのかに関する弁明はなかった。取調べ中、ベイカーは至って冷静かつ理路整然としていた。次にウィリアムは事務所のデスクの引き出しを調べ、書類の束の中から見つけた日記のようなものの8月24日のページには、「小さい女の子を殺した。快感と熱気に包まれた。」と記載されていた。地元の新聞によると、ホップ園は9月21日にも捜索が行われたが、殺人と繋がるようなものは何もなかったという。つまり、ベイカーは殺人を犯した後も平然としており、良心の呵責さえ些か見受けられなかったのである。さらに、記述によれば、ベイカーは「子供達を見て興奮した」とのことであるが、あらゆる証拠や目撃証言はこれを否定する形となっている。ベイカーは 10月19日にウィンチェスター刑務所に護送された。

## 捜査
その後の調査で、目撃者として一人の少年が名乗りでた。彼は、8月24日の午後2時（ファニーが殺害された推定時刻ごろ）に、ベイカーがホップ園から出てくるのを目撃しており、その時の彼の服や手は血で真っ赤に染まっていたと語った。その後、ベイカーは川で血を洗い流そうとしており、ハンカチで血を拭き取り、小さなナイフと何かを取り出していたという。少年はこの話を母に打ち明けたが、母親は2ヶ月後にパブで話すまでこれを口外しなかったという。 警察は6日間に渡って捜索を行ったが、凶器と思しきものは何も出てこなかった。
10月下旬、ウィリアムは法科学鑑定を行うように要求し、押収されたナイフ、復元された全ての衣服が専門家の元へ送られた。 数週間に及ぶ鑑定の結果、ナイフに付着していた血液は人間のものであると断定された。一本のナイフには凝固した血液が見受けられたが、柄には付着していなかった。専門家は後に反対尋問において、もしナイフが洗われていたのなら、ナイフ全体に血液が浸透して、錆の兆候が見受けられていたはずであると語った。ナイフから検出された血液は極少量であった。さらに、見解によると、ナイフの扱いに慣れていない人物の犯行であり、解体には1時間半程要したと考えられ、血液は流れ出ただろうが、噴き出すほどではなかったであろうとのことである。ベイカーの衣服からは、血の痕と見られるものが見受けられ、コート、ズボン、靴下からも複数検出された。シャツの袖は折り曲げられており、隠れた部分からも血の痕が見つかった。遺体には性的暴行の後はなかった。
地元の医者は、直接の死因は石で頭部を殴打されたことだろうと推察している。また、解体にはもっと大きな刃物が用いられ、殺害から1時間以内、まだ遺体が温かい内に行われた可能性が高く、細かく切り分けられ、引き裂かれたのだろうとしている。また、返り血を浴びないような立ち位置を考えるのに時間をかけたのだろうという。結論として、小型のナイフでは遺体をバラバラにすることはできず、何か別の凶器が使われたはずであるということになった。
一方、ウィンチェスター刑務所でのベイカーは饒舌で、看守や特に牧師によく話しかけていたという。彼は、自分の意思は揺るがないことを主張し、「奴は見つかるだろう」と真犯人の存在を疑わなかった。そして、よく眠りよく食べたと言われており、アートンの刑務所で、不眠症気味だったとか、薄切り肉を見て身震いしていたとかいう情報とは対照的であった。

## 裁判

### 一審
当時の英国の法律では、突然死の場合は、検視官による検死が必要とされており、ファニーの場合も、8月27日に郡の検視官代理のロバートが、ウィリアムと署長代理立のもと審理を行なった。  偶然にも、最初の裁判が行われたパブはベイカーが働いていた事務弁護士事務所の向かいで、警察署にほど近い場所だった。 
最初に証言台に立ったのはファニーの親友ミニーであり、ベイカーが彼女らに銅貨を与え、ファニーと小道を抜けたこと、ブラックベリーを摘んだことを証言した。ミニーは、それがベイカーかどうか確信が持てなかったとのことであるが、ファニー殺害時のベイカーの格好を言い当てて見せた。次の証言者はファニーの母ハリエットで、ホップ園のそばでベイカーに会った際、彼がベイジングストークの方角を向いていたことを語った。そして、彼こそが娘にハーフペニー銅貨を与えたのだと主張した。しかし、ベイカーは「違う、3ハーフペニー銅貨だ」と反論した。
そして、今度はハリエットとともに同行した主婦の番になった。ベイカーを発見したとき、彼は落ち着いているように見えたと語った。そして、彼にハーフペニー銅貨について問いただした時のことを説明した。その時、主婦はハリエットに「彼を警察に突き出すべきよ」と進言したが、ベイカーは「老紳士は子供達にハーフペニー銅貨を与えるのです、そこに他意などありません。それと同じこと」と落ち着きを払った様子で言ったいう。ファニーの所在について問われた時には、遊びたそうだったので残してきたと返した。その後、検視官から反対尋問の意思を確認されたが、これを拒否している。
12月5日のアートン・タウンホールでの裁判で、弁護側はミニーの証言に異議を唱え、見つかったナイフはいずれにしても犯罪を犯すには小さすぎると主張した。また、ベイカーの父親は暴力的で、いとこは亡命中で、妹は脳炎で死亡し、彼自身は情事のあと自殺を図ったと弁明した。弁護側はまた、日記の記載は被告が使用した「癲癇患者における記載法」のテンプレートの様なものであり、殺害されたという言葉の後にコンマがないことはその記載を自白であるとみなすに至らないと主張した。
判事の一人は 心神喪失を理由に無罪にするよう陪審に進言したが、わずか15分後に有罪の評決が下された。ベイカーは12月24日、クリスマスイヴにウィンチェスター刑務所の外で公開処刑の形で絞首刑に処された。記録上最後のウィンチェスター刑務所における公開処刑であった。処される直前、遺族に向けて、「軽率であった頃」の自分を詫び、赦しを希う書面を書き残していた。
ファニーはアートン墓地に埋葬され、その墓跡には以下のような言葉が刻まれている。
1867年8月24日土曜日、邪悪な者の手により殺害された8歳4ヶ月のファニー・アダムズのために。

Fear not them which kill the body but are not able to kill the soul but rather fear Him which is able to destroy both body and soul in hell.
マタイによる福音書第十章第二十八節

## その後

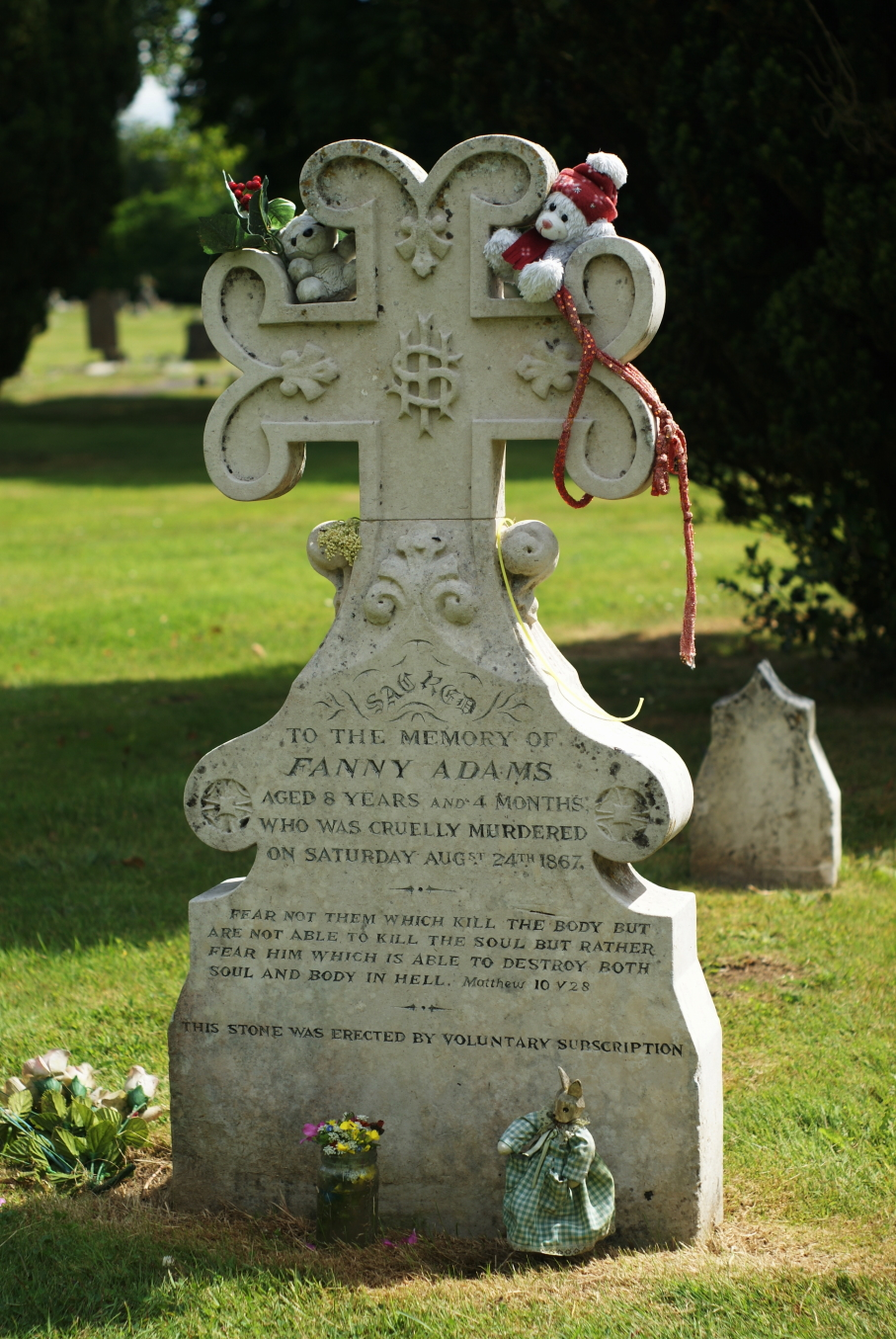
アートン墓地にあるファニーの墓石。

1869年、マトンの缶詰がイギリス海軍で支給されはじめた。しかし、評判は今ひとつで、次第にこの缶詰の肉はファニー・アダムスの未発見の死体だとするブラックジョークがはやり始めた。 
20世紀中頃、多くの労働者階級が好んで "sweet F.A."や "sweet Fanny Adams" をスラングとして使うようになった。これは、記事冒頭でも説明したように、「何もない」という意味であるが、今現在でも婉曲表現として残っている。